# Petrocephalus bane
Petrocephalus bane är en fiskart som först beskrevs av Lacepède, 1803.  Petrocephalus bane ingår i släktet Petrocephalus och familjen Mormyridae.

## Underarter
Arten delas in i följande underarter:
- P. b. bane
- P. b. comoensis